# Liste des championnes du monde poids super-plumes de boxe anglaise
La liste des championnes du monde poids super-plumes de boxe anglaise regroupe les championnes du monde de boxe anglaise de la catégorie des poids super-plumes reconnues par les organisations suivantes :
- La WBA (World Boxing Association), fondée en 1921 et succédant à la NBA (National Boxing Association) en 1962,
- La WBC (World Boxing Council), fondée en 1963,
- L'IBF (International Boxing Federation), fondée en 1983,
- La WBO (World Boxing Organization), fondée en 1988.

Mise à jour : 1er décembre 2022

## WBA
| Gain du titre   | Perte du titre | Championne           | Défenses |
| --------------- | -------------- | -------------------- | -------- |
| 21 février 2009 | 2013           | Kina Malpartida (en) | 6        |
| 30 octobre 2013 | 2023           | Choi Hyun-mi (en)    | 8        |
| 4 février 2023  |                | Alycia Baumgardner   | 0        |

## WBC
| Gain du titre    | Perte du titre   | Championne         | Défenses |
| ---------------- | ---------------- | ------------------ | -------- |
| 18 novembre 2005 | 9 avril 2009     | Jelena Mrdjenovich | 5        |
| 9 avril 2009     | 27 novembre 2010 | Olivia Gerula      | 2        |
| 27 novembre 2010 | 14 juin 2013     | Frida Wallberg     | 2        |
| 14 juin 2013     | 2015             | Diana Prazak (en)  | 1        |
| 25 avril 2015    | 8 février 2020   | Eva Wahlström      | 5        |
| 8 février 2020   | 13 novembre 2021 | Terri Harper (en)  | 2        |
| 13 novembre 2021 |                  | Alycia Baumgardner | 3        |

## IBF
| Gain du titre     | Perte du titre  | Championne               | Défenses |
| ----------------- | --------------- | ------------------------ | -------- |
| 10 septembre 2011 | 2012            | Amanda Serrano           | 0        |
| 5 octobre 2012    | 2014            | Claudia Andrea López     | 1        |
| 19 décembre 2014  | 2016            | Betiana Patricia Viñas   | 0        |
| 19 mars 2016      | 2016            | Anahí Ester Sánchez (en) | 1        |
| 10 novembre 2016  | 5 novembre 2021 | Maïva Hamadouche         | 5        |
| 5 novembre 2021   | 15 octobre 2022 | Mikaela Mayer            | 1        |
| 15 octobre 2022   |                 | Alycia Baumgardner       | 1        |

## WBO
| Gain du titre   | Perte du titre  | Championne         | Défenses |
| --------------- | --------------- | ------------------ | -------- |
| 4 juin 2010     | 2018            | Ramona Kuehne      | 8        |
| 22 février 2018 | 30 octobre 2020 | Ewa Brodnicka (en) | 5        |
| 30 octobre 2020 | 15 octobre 2022 | Mikaela Mayer      | 3        |
| 15 octobre 2022 |                 | Alycia Baumgardner | 1        |